# 巴特菲尔伯尔
巴特菲尔伯尔（德語：Bad Vilbel，發音：[baːt ˈfɪlbl̩] ⓘ）是德国黑森州达姆施塔特行政区韦特劳县的城市，面积25.68平方千米，2023年12月31日人口为36,021人。
巴特菲尔伯尔位于韦特劳县最南侧，毗邻黑森州最大城市美因河畔法兰克福。该市镇以拥有20余个矿泉而闻名，目前Hassia公司总部设于此地。

## 友好城市
截至2021年3月，巴特菲尔伯尔共与三座城市结为友好城市关系：
- 英国 格洛索普（1987年）
- 德国 图林根州 布罗特罗德-特鲁塞塔尔（1990年）
- 法國 穆兰（1990年）